# Tantei team KZ jiken note
Tantei team KZ jiken note (探偵チームKZ事件ノート?, Tantei chīmu KZ jiken nōto, lett. "Il diario della squadra di detective KZ") è una serie di romanzi giapponesi per bambini scritta da Hitomi Fujimoto e Ryō Sumitaki con le illustrazioni di Komagata. Venti volumi sono stati pubblicati da Kōdansha tra il 10 marzo 2011 e il 10 ottobre 2015. Un adattamento anime, prodotto dalla Signal.MD, è stato trasmesso in Giappone tra il 7 ottobre 2015 e il 27 gennaio 2016.

## Personaggi

Da sinistra verso destra: Kazunori, Kazuomi, Aya, Takakazu e Kazuhiko

Aya Tachibana (立花 彩?, Tachibana Aya)
Doppiata da: Yuiko Tatsumi
Kazuomi Wakatake (若武 和臣?, Wakatake Kazuomi)
Doppiato da: Sōma Saitō
Takakazu Kuroki (黒木 貴和?, Kuroki Takakazu)
Doppiato da: Takuma Terashima
Kazunori Uesugi (上杉 和典?, Uesugi Kazunori)
Doppiato da: Kōtarō Nishiyama
Kazuhiko Kozuka (小塚 和彦?, Kozuka Kazuhiko)
Doppiato da: Mitsuhiro Ichiki

## Anime
L'adattamento anime è stato annunciato dallo studio Signal.MD nel luglio 2015. La serie televisiva, diretta da Kazuya Ichikawa e scritta da Yuka Yamada, è andata in onda dal 7 ottobre 2015 al 27 gennaio 2016. La sigla di apertura è Nankai! Mystery (難解！ミステリー?, Nankai! Misuterī, lett. "Difficile da risolvere! Mystery") di Diana Garnet. In varie parti del mondo, tra cui l'Italia, gli episodi sono stati trasmessi in streaming, in contemporanea col Giappone, da Crunchyroll.

### Episodi
| Nº | Titolo italiano Giapponese 「Kanji」 - Rōmaji                                                                 | In onda          | In onda |
| Nº | Titolo italiano Giapponese 「Kanji」 - Rōmaji                                                                 | Giapponese       |         |
| 1  | La bicicletta rubata lo sa - Parte 1 「消えた自転車は知っている その１」 - Kieta jitensha wa shitteiru sono 1 | 7 ottobre 2015   |         |
| 2  | La bicicletta rubata lo sa - Parte 2 「消えた自転車は知っている その２」 - Kieta jitensha wa shitteiru sono 2 | 14 ottobre 2015  |         |
| 3  | La bicicletta rubata lo sa - Parte 3 「消えた自転車は知っている その３」 - Kieta jitensha wa shitteiru sono 3 | 21 ottobre 2015  |         |
| 4  | La bicicletta rubata lo sa - Parte 4 「消えた自転車は知っている その４」 - Kieta jitensha wa shitteiru sono 4 | 28 ottobre 2015  |         |
| 5  | L'hamburger all'uovo lo sa - Parte 1 「卵ハンバーグは知っている その１」 - Tamago hanbāgu wa shitteiru sono 1 | 4 novembre 2015  |         |
| 6  | L'hamburger all'uovo lo sa - Parte 2 「卵ハンバーグは知っている その２」 - Tamago hanbāgu wa shitteiru sono 2 | 11 novembre 2015 |         |
| 7  | L'hamburger all'uovo lo sa - Parte 3 「卵ハンバーグは知っている その３」 - Tamago hanbāgu wa shitteiru sono 3 | 18 novembre 2015 |         |
| 8  | L'hamburger all'uovo lo sa - Parte 4 「卵ハンバーグは知っている その４」 - Tamago hanbāgu wa shitteiru sono 4 | 25 novembre 2015 |         |
| 9  | Il cortile sul retro lo sa - Parte 1 「裏庭は知っている その１」 - Uraniwa wa shitteiru sono 1                | 2 dicembre 2015  |         |
| 10 | Il cortile sul retro lo sa - Parte 2 「裏庭は知っている その２」 - Uraniwa wa shitteiru sono 2                | 9 dicembre 2015  |         |
| 11 | Il cortile sul retro lo sa - Parte 3 「裏庭は知っている その３」 - Uraniwa wa shitteiru sono 3                | 16 dicembre 2015 |         |
| 12 | Il cortile sul retro lo sa - Parte 4 「裏庭は知っている その４」 - Uraniwa wa shitteiru sono 4                | 23 dicembre 2015 |         |
| 13 | San Valentino lo sa - Parte 1 「バレンタインは知っている その１」 - Barentain wa shitteiru sono 1             | 6 gennaio 2016   |         |
| 14 | San Valentino lo sa - Parte 2 「バレンタインは知っている その２」 - Barentain wa shitteiru sono 2             | 13 gennaio 2016  |         |
| 15 | San Valentino lo sa - Parte 3 「バレンタインは知っている その３」 - Barentain wa shitteiru sono 3             | 20 gennaio 2016  |         |
| 16 | San Valentino lo sa - Parte 4 「バレンタインは知っている その４」 - Barentain wa shitteiru sono 4             | 27 gennaio 2016  |         |